# キャラウェイタイム
キャラウェイタイム（学名:Thymus herba-barona）はタイムの一種。コルシカ島、サルデーニャ島、マヨルカ島に自生している。その名はキャラウェイに香りが似ていることに由来し、料理の他に庭に植える常緑植物としても使われている。

## 特徴
キャラウェイタイムは木本の多年生植物で、地面を這うように成長するため、高さは10～25cmに止まる。
つやのある濃緑色で皮針形の葉は長さ4～10mmであり、強いキャラウェイの香りを持つ。花は桃色で花弁は4つある。晩春から初夏にかけて繁茂し、蜂や蝶を惹きつける.

## 用途
キャラウェイタイムは精油を含んでおり、また防臭・消毒効果がある。香料や洗口液、薬剤にも用いられている。